# Pteragogus trispilus
Pteragogus trispilus là một loài cá biển thuộc chi Pteragogus trong họ Cá bàng chài. Loài này được mô tả lần đầu tiên vào năm 2013.

## Từ nguyên
Từ định danh của loài trong tiếng Latinh có nghĩa là "ba đốm" (tri: "số ba" + spilus: "vệt đốm"), hàm ý đề cập đến ba đốm đen ở phía trước của vây lưng.

## Phạm vi phân bố và môi trường sống
P. trispilus có phạm vi phân bố ở vùng biển Tây Bắc Ấn Độ Dương. Loài này được ghi nhận tại vịnh Aqaba, vịnh Suez, và thông qua kênh đào Suez ngược lên phía bắc đến bờ biển phía đông Địa Trung Hải, được ghi nhận cụ thể tại vịnh Haifa (Israel), đảo Rhodes (biển Aegea, Hy Lạp) và vịnh İskenderun (Thổ Nhĩ Kỳ).
P. trispilus sống trong các thảm cỏ biển, và thường là những nơi có sự phát triển mạnh của tảo ở độ sâu đến 28 m.

## Mô tả
P. trispilus có chiều dài cơ thể tối đa được ghi nhận là 10,3 cm. Màu sắc khi mẫu vật còn sống: màu ô liu (vàng lục pha nâu), vảy lốm đốm trắng. Một đốm đen lớn ở trên mang, được viền màu vàng. Những đốm đen nhỏ rải rác sau mắt và trên gáy. Vùng thân ở sau mang phớt cam. Con ngươi được viền màu cam, phần còn lại của mống mắt có 7 vạch đen bao quanh. Đường bên có các chấm và vạch màu đen và trắng. Các vây tiệp màu với thân và có nhiều chấm trắng. Cá cái có thể xuất hiện một dải màu trắng ở phía trước mõm, nằm dưới đường bên, kéo dài ra thân sau đến gốc vây đuôi, và những hàng chấm trắng và cam nằm ở thân dưới.
Số gai ở vây lưng: 11; Số tia vây ở vây lưng: 9; Số gai ở vây hậu môn: 3; Số tia vây ở vây hậu môn: 9; Số tia vây ở vây ngực: 12–13; Số gai ở vây bụng: 1; Số tia vây ở vây bụng: 5.

### Trích dẫn
- J. E. Randall (2013). "Seven new species of labrid fishes (Coris, Iniistius, Macropharyngodon, Novaculops, and Pteragogus) from the Western Indian Ocean" (PDF). Journal of the Ocean Science Foundation. Quyển 7. tr. 1–43.